# La Torre de Santmartí
La Torre de Santmartí és una muntanya de 310 metres que es troba al municipi de Sant Fruitós de Bages, a la comarca catalana del Bages.
Al cim podem trobar-hi un vèrtex geodèsic (referència 282108001).